# Гилкрест
Гилкрест (на английски: Gilcrest) е град в окръг Уелд, щата Колорадо, САЩ. Гилкрест е с население от 1162 жители (2000) и обща площ от 1,9 km². Намира се на 1449 m надморска височина. ЗИП кодът му е 80623, а телефонният му код е 970.